# Heckler & Koch HK43
Heckler & Koch HK43 — самозарядная винтовка под боеприпас 5,56×45 мм НАТО производства немецкой компании Heckler & Koch. Была разработана на основе штурмовой винтовки HK33. Послужила основой для создания самозарядной винтовки Heckler & Koch HK93. Символ '4' в индексе оружия обозначает вариант для гражданского рынка, а символ '3' указывает на используемый калибр (5,56×45 мм НАТО).

## Конструкция
Конструктивно идентична автоматической винтовке HK 33. Принцип работы основан на автоматике с полусвободным затвором и схемой с роликовым запиранием канала ствола, унаследованной у армейской штурмовой винтовки HK G3. Оснащается встроенным пламегасителем.